# Premiul Saturn pentru cel mai bun regizor
Premiul Saturn pentru cel mai bun regizor este acordat de Academy of Science Fiction, Fantasy and Horror Films. Premiul Saturn este cel mai vechi premiu dedicat regizorilor pentru filme științifico-fantastice, fantasy și de groază, începând cu anul 1976. 
Regizorul James Cameron deține 5 victorii pentru șase nominalizări, în timp ce Steven Spielberg este cel mai nominalizat regizor -  doisprezece nominalizări pentru patru victorii.
Spielberg a fost și primul care a câștigat Pemiul Saturn, pentru filmul  Jurassik Park  și Premiile Oscar, pentru filmul  Schindler's List  în același an (1993). Peter Jackson a fost primul care a câștigat, în 2003, ambele premii pentru  The Lord of the Rings: The Return of the King . 

## Câștigători și nominalizați

### Anii 1970
| An              | Regizor                     | Film                            |
| --------------- | --------------------------- | ------------------------------- |
| 1974/1975 (3rd) | Mel Brooks                  | Tânărul Frankenstein            |
| 1976 (4th)      | Dan Curtis                  | Balada macabră                  |
| 1977 (5th)      | George Lucas                | Războiul stelelor               |
| 1977 (5th)      | Steven Spielberg            | Întâlnire de gradul trei        |
| 1977 (5th)      | Nicolas Gessner             | Fetița din capătul străzii      |
| 1977 (5th)      | Carl Reiner                 | De vorbă cu Dumnezeu            |
| 1977 (5th)      | Don Taylor                  | Insula doctorului Moreau        |
| 1978 (6th)      | Philip Kaufman              | Invazia jefuitorilor de trupuri |
| 1978 (6th)      | Warren Beatty și Buck Henry | Cerul poate să aștepte          |
| 1978 (6th)      | Richard Donner              | Superman                        |
| 1978 (6th)      | Robin Hardy                 | Omul de răchită                 |
| 1978 (6th)      | Franklin J. Schaffner       | Himera                          |
| 1979 (7th)      | Ridley Scott                | Alien                           |
| 1979 (7th)      | John Badham                 | Dracula                         |
| 1979 (7th)      | Nicholas Meyer              | Mașina timpului                 |
| 1979 (7th)      | Peter Weir                  | Ultimul val                     |
| 1979 (7th)      | Robert Wise                 | Star Trek: Filmul               |

### Anii 1980
| An             | Regizor              | Film                                          |
| -------------- | -------------------- | --------------------------------------------- |
| 1980 (8th)     | Irvin Kershner       | The Empire Strikes Back                       |
| 1980 (8th)     | Brian De Palma       | Dressed to Kill                               |
| 1980 (8th)     | Stanley Kubrick      | The Shining                                   |
| 1980 (8th)     | Ken Russell          | Altered States                                |
| 1980 (8th)     | Vernon Zimmerman     | Fade to Black                                 |
| 1981 (9th)     | Steven Spielberg     | Raiders of the Lost Ark                       |
| 1981 (9th)     | John Boorman         | Excalibur                                     |
| 1981 (9th)     | John Carpenter       | Escape from New York                          |
| 1981 (9th)     | Terry Gilliam        | Time Bandits                                  |
| 1981 (9th)     | Michael Wadleigh     | Wolfen                                        |
| 1982 (10th)    | Nicholas Meyer       | Star Trek II: The Wrath of Khan               |
| 1982 (10th)    | Tobe Hooper          | Poltergeist                                   |
| 1982 (10th)    | George Miller        | Mad Max 2                                     |
| 1982 (10th)    | Ridley Scott         | Blade Runner                                  |
| 1982 (10th)    | Steven Spielberg     | E.T. the Extra-Terrestrial                    |
| 1983 (11th)    | John Badham          | WarGames                                      |
| 1983 (11th)    | Woody Allen          | Zelig                                         |
| 1983 (11th)    | David Cronenberg     | The Dead Zone                                 |
| 1983 (11th)    | Richard Marquand     | Return of the Jedi                            |
| 1983 (11th)    | Douglas Trumbull     | Brainstorm                                    |
| 1984 (12th)    | Joe Dante            | Gremlins                                      |
| 1984 (12th)    | James Cameron        | The Terminator                                |
| 1984 (12th)    | Ron Howard           | Splash                                        |
| 1984 (12th)    | Leonard Nimoy        | Star Trek III: The Search for Spock           |
| 1984 (12th)    | Steven Spielberg     | Indiana Jones and the Temple of Doom          |
| 1985 (13th)    | Ron Howard           | Cocoon                                        |
| 1985 (13th)    | Woody Allen          | The Purple Rose of Cairo                      |
| 1985 (13th)    | Tom Holland          | Fright Night                                  |
| 1985 (13th)    | George Miller        | Mad Max Beyond Thunderdome                    |
| 1985 (13th)    | Dan O'Bannon         | The Return of the Living Dead                 |
| 1985 (13th)    | Robert Zemeckis      | Back to the Future                            |
| 1986 (14th)    | James Cameron        | Aliens                                        |
| 1986 (14th)    | John Badham          | Short Circuit                                 |
| 1986 (14th)    | David Cronenberg     | The Fly                                       |
| 1986 (14th)    | Randal Kleiser       | Flight of the Navigator                       |
| 1986 (14th)    | Leonard Nimoy        | Star Trek IV: The Voyage Home                 |
| 1987 (15th)    | Paul Verhoeven       | RoboCop                                       |
| 1987 (15th)    | Kathryn Bigelow      | Near Dark                                     |
| 1987 (15th)    | Joe Dante            | Innerspace                                    |
| 1987 (15th)    | William Dear         | Harry and the Hendersons                      |
| 1987 (15th)    | Jack Sholder         | The Hidden                                    |
| 1987 (15th)    | Stan Winston         | Pumpkinhead                                   |
| 1988 (16th)    | Robert Zemeckis      | Who Framed Roger Rabbit                       |
| 1988 (16th)    | Tim Burton           | Beetlejuice                                   |
| 1988 (16th)    | Renny Harlin         | A Nightmare on Elm Street 4: The Dream Master |
| 1988 (16th)    | Anthony Hickox       | Waxwork                                       |
| 1988 (16th)    | Penny Marshall       | Big                                           |
| 1988 (16th)    | Charles Matthau      | Doin' Time on Planet Earth                    |
| 1989/90 (17th) | James Cameron        | The Abyss                                     |
| 1989/90 (17th) | Clive Barker         | Nightbreed                                    |
| 1989/90 (17th) | Joe Dante            | Gremlins 2: The New Batch                     |
| 1989/90 (17th) | Alejandro Jodorowsky | Santa Sangre                                  |
| 1989/90 (17th) | Frank Marshall       | Arachnophobia                                 |
| 1989/90 (17th) | Sam Raimi            | Darkman                                       |
| 1989/90 (17th) | Paul Verhoeven       | Total Recall                                  |
| 1989/90 (17th) | Robert Zemeckis      | Back to the Future Part III                   |
| 1989/90 (17th) | Jerry Zucker         | Ghost                                         |

### Anii 1990
| An          | Regizor              | Film                                      |
| ----------- | -------------------- | ----------------------------------------- |
| 1991 (18th) | James Cameron        | Terminator 2: Judgment Day                |
| 1991 (18th) | Roger Corman         | Frankenstein Unbound                      |
| 1991 (18th) | William Dear         | If Looks Could Kill                       |
| 1991 (18th) | Jonathan Demme       | The Silence of the Lambs                  |
| 1991 (18th) | Terry Gilliam        | The Fisher King                           |
| 1991 (18th) | Eric Red             | Body Parts                                |
| 1992 (19th) | Francis Ford Coppola | Bram Stoker's Dracula                     |
| 1992 (19th) | Tim Burton           | Batman Returns                            |
| 1992 (19th) | David Fincher        | Alien 3                                   |
| 1992 (19th) | William Friedkin     | Rampage                                   |
| 1992 (19th) | Randal Kleiser       | Honey, I Blew Up the Kid                  |
| 1992 (19th) | Paul Verhoeven       | Basic Instinct                            |
| 1992 (19th) | Robert Zemeckis      | Death Becomes Her                         |
| 1993 (20th) | Steven Spielberg     | Jurassic Park                             |
| 1993 (20th) | John McTiernan       | Last Action Hero                          |
| 1993 (20th) | Harold Ramis         | Groundhog Day                             |
| 1993 (20th) | George A. Romero     | The Dark Half                             |
| 1993 (20th) | Henry Selick         | The Nightmare Before Christmas            |
| 1993 (20th) | Ron Underwood        | Heart and Souls                           |
| 1993 (20th) | John Woo             | Hard Target                               |
| 1994 (21st) | James Cameron        | True Lies                                 |
| 1994 (21st) | William Dear         | Angels in the Outfield                    |
| 1994 (21st) | Jan de Bont          | Speed                                     |
| 1994 (21st) | Neil Jordan          | Interview with the Vampire                |
| 1994 (21st) | Alex Proyas          | The Crow                                  |
| 1994 (21st) | Robert Zemeckis      | Forrest Gump                              |
| 1995 (22nd) | Kathryn Bigelow      | Strange Days                              |
| 1995 (22nd) | David Fincher        | Seven                                     |
| 1995 (22nd) | Terry Gilliam        | 12 Monkeys                                |
| 1995 (22nd) | Joe Johnston         | Jumanji                                   |
| 1995 (22nd) | Frank Marshall       | Congo                                     |
| 1995 (22nd) | Robert Rodriguez     | From Dusk Till Dawn                       |
| 1995 (22nd) | Bryan Singer         | The Usual Suspects                        |
| 1996 (23rd) | Roland Emmerich      | Independence Day                          |
| 1996 (23rd) | Tim Burton           | Mars Attacks!                             |
| 1996 (23rd) | Joel Coen            | Fargo                                     |
| 1996 (23rd) | Wes Craven           | Scream                                    |
| 1996 (23rd) | Jonathan Frakes      | Star Trek: First Contact                  |
| 1996 (23rd) | Peter Jackson        | The Frighteners                           |
| 1997 (24th) | John Woo             | Face/Off                                  |
| 1997 (24th) | Jean-Pierre Jeunet   | Alien: Resurrection                       |
| 1997 (24th) | Barry Sonnenfeld     | Men in Black                              |
| 1997 (24th) | Steven Spielberg     | The Lost World: Jurassic Park             |
| 1997 (24th) | Paul Verhoeven       | Starship Troopers                         |
| 1997 (24th) | Robert Zemeckis      | Contact                                   |
| 1998 (25th) | Michael Bay          | Armageddon                                |
| 1998 (25th) | Rob Bowman           | The X-Files                               |
| 1998 (25th) | Roland Emmerich      | Godzilla                                  |
| 1998 (25th) | Alex Proyas          | Dark City                                 |
| 1998 (25th) | Bryan Singer         | Apt Pupil                                 |
| 1998 (25th) | Peter Weir           | The Truman Show                           |
| 1999 (26th) | The Wachowskis       | The Matrix                                |
| 1999 (26th) | Tim Burton           | Sleepy Hollow                             |
| 1999 (26th) | Frank Darabont       | The Green Mile                            |
| 1999 (26th) | George Lucas         | Star Wars: Episode I – The Phantom Menace |
| 1999 (26th) | Dean Parisot         | Galaxy Quest                              |
| 1999 (26th) | Stephen Sommers      | The Mummy                                 |

### Anii 2000
| An          | Regizor            | Film                                                           |
| ----------- | ------------------ | -------------------------------------------------------------- |
| 2000 (27th) | Bryan Singer       | X-Men                                                          |
| 2000 (27th) | Clint Eastwood     | Space Cowboys                                                  |
| 2000 (27th) | Ron Howard         | How the Grinch Stole Christmas                                 |
| 2000 (27th) | Ang Lee            | Crouching Tiger, Hidden Dragon                                 |
| 2000 (27th) | Ridley Scott       | Gladiator                                                      |
| 2000 (27th) | Robert Zemeckis    | What Lies Beneath                                              |
| 2001 (28th) | Peter Jackson      | The Lord of the Rings: The Fellowship of the Ring              |
| 2001 (28th) | Alejandro Amenábar | The Others                                                     |
| 2001 (28th) | Chris Columbus     | Harry Potter and the Philosopher's Stone                       |
| 2001 (28th) | Christophe Gans    | Brotherhood of the Wolf                                        |
| 2001 (28th) | David Lynch        | Mulholland Drive                                               |
| 2001 (28th) | Steven Spielberg   | A.I. Artificial Intelligence                                   |
| 2002 (29th) | Steven Spielberg   | Minority Report                                                |
| 2002 (29th) | Chris Columbus     | Harry Potter and the Chamber of Secrets                        |
| 2002 (29th) | Peter Jackson      | The Lord of the Rings: The Two Towers                          |
| 2002 (29th) | George Lucas       | Star Wars: Episode II – Attack of the Clones                   |
| 2002 (29th) | Bill Paxton        | Frailty                                                        |
| 2002 (29th) | Sam Raimi          | Spider-Man                                                     |
| 2003 (30th) | Peter Jackson      | The Lord of the Rings: The Return of the King                  |
| 2003 (30th) | Danny Boyle        | 28 Days Later                                                  |
| 2003 (30th) | Bryan Singer       | X2                                                             |
| 2003 (30th) | Quentin Tarantino  | Kill Bill: Volume 1                                            |
| 2003 (30th) | Gore Verbinski     | Pirates of the Caribbean: The Curse of the Black Pearl         |
| 2003 (30th) | Edward Zwick       | The Last Samurai                                               |
| 2004 (31st) | Sam Raimi          | Spider-Man 2                                                   |
| 2004 (31st) | Alfonso Cuarón     | Harry Potter and the Prisoner of Azkaban                       |
| 2004 (31st) | Michel Gondry      | Eternal Sunshine of the Spotless Mind                          |
| 2004 (31st) | Michael Mann       | Collateral                                                     |
| 2004 (31st) | Quentin Tarantino  | Kill Bill: Volume 2                                            |
| 2004 (31st) | Zhang Yimou        | House of Flying Daggers                                        |
| 2005 (32nd) | Peter Jackson      | King Kong                                                      |
| 2005 (32nd) | Andrew Adamson     | The Chronicles of Narnia: The Lion, the Witch and the Wardrobe |
| 2005 (32nd) | George Lucas       | Star Wars: Episode III – Revenge of the Sith                   |
| 2005 (32nd) | Mike Newell        | Harry Potter and the Goblet of Fire                            |
| 2005 (32nd) | Christopher Nolan  | Batman Begins                                                  |
| 2005 (32nd) | Steven Spielberg   | War of the Worlds                                              |
| 2006 (33rd) | Bryan Singer       | Superman Returns                                               |
| 2006 (33rd) | J. J. Abrams       | Mission: Impossible III                                        |
| 2006 (33rd) | Alfonso Cuarón     | Children of Men                                                |
| 2006 (33rd) | Guillermo del Toro | Pan's Labyrinth                                                |
| 2006 (33rd) | Mel Gibson         | Apocalypto                                                     |
| 2006 (33rd) | Tom Tykwer         | Perfume: The Story of a Murderer                               |
| 2007 (34th) | Zack Snyder        | 300                                                            |
| 2007 (34th) | Tim Burton         | Sweeney Todd: The Demon Barber of Fleet Street                 |
| 2007 (34th) | Frank Darabont     | The Mist                                                       |
| 2007 (34th) | Paul Greengrass    | The Bourne Ultimatum                                           |
| 2007 (34th) | Sam Raimi          | Spider-Man 3                                                   |
| 2007 (34th) | David Yates        | Harry Potter and the Order of the Phoenix                      |
| 2008 (35th) | Jon Favreau        | Iron Man                                                       |
| 2008 (35th) | Clint Eastwood     | Changeling                                                     |
| 2008 (35th) | David Fincher      | The Curious Case of Benjamin Button                            |
| 2008 (35th) | Christopher Nolan  | The Dark Knight                                                |
| 2008 (35th) | Bryan Singer       | Valkyrie                                                       |
| 2008 (35th) | Steven Spielberg   | Indiana Jones and the Kingdom of the Crystal Skull             |
| 2008 (35th) | Andrew Stanton     | WALL-E                                                         |
| 2009 (36th) | James Cameron      | Avatar                                                         |
| 2009 (36th) | J. J. Abrams       | Star Trek                                                      |
| 2009 (36th) | Kathryn Bigelow    | The Hurt Locker                                                |
| 2009 (36th) | Neill Blomkamp     | District 9                                                     |
| 2009 (36th) | Guy Ritchie        | Sherlock Holmes                                                |
| 2009 (36th) | Zack Snyder        | Watchmen                                                       |
| 2009 (36th) | Quentin Tarantino  | Inglourious Basterds                                           |

### Anii 2010
| An               | Regizor                   | Film                                                |
| ---------------- | ------------------------- | --------------------------------------------------- |
| 2010 (37th)      | Christopher Nolan         | Inception                                           |
| 2010 (37th)      | Darren Aronofsky          | Black Swan                                          |
| 2010 (37th)      | Clint Eastwood            | Hereafter                                           |
| 2010 (37th)      | Matt Reeves               | Let Me In                                           |
| 2010 (37th)      | Martin Scorsese           | Shutter Island                                      |
| 2010 (37th)      | David Yates               | Harry Potter and the Deathly Hallows – Part 1       |
| 2011 (38th)      | J. J. Abrams              | Super 8                                             |
| 2011 (38th)      | Brad Bird                 | Mission: Impossible – Ghost Protocol                |
| 2011 (38th)      | Martin Scorsese           | Hugo                                                |
| 2011 (38th)      | Steven Spielberg          | The Adventures of Tintin: The Secret of the Unicorn |
| 2011 (38th)      | Rupert Wyatt              | Rise of the Planet of the Apes                      |
| 2011 (38th)      | David Yates               | Harry Potter and the Deathly Hallows – Part 2       |
| 2012 (39th)      | Joss Whedon               | The Avengers                                        |
| 2012 (39th)      | William Friedkin          | Killer Joe                                          |
| 2012 (39th)      | Peter Jackson             | The Hobbit: An Unexpected Journey                   |
| 2012 (39th)      | Rian Johnson              | Looper                                              |
| 2012 (39th)      | Ang Lee                   | Life of Pi                                          |
| 2012 (39th)      | Christopher Nolan         | The Dark Knight Rises                               |
| 2013 (40th)      | Alfonso Cuarón            | Gravity                                             |
| 2013 (40th)      | J. J. Abrams              | Star Trek Into Darkness                             |
| 2013 (40th)      | Peter Berg                | Lone Survivor                                       |
| 2013 (40th)      | Guillermo del Toro        | Pacific Rim                                         |
| 2013 (40th)      | Peter Jackson             | The Hobbit: The Desolation of Smaug                 |
| 2013 (40th)      | Francis Lawrence          | The Hunger Games: Catching Fire                     |
| 2014 (41st)      | James Gunn                | Guardians of the Galaxy                             |
| 2014 (41st)      | Alejandro G. Iñárritu     | Birdman                                             |
| 2014 (41st)      | Doug Liman                | Edge of Tomorrow                                    |
| 2014 (41st)      | Christopher Nolan         | Interstellar                                        |
| 2014 (41st)      | Matt Reeves               | Dawn of the Planet of the Apes                      |
| 2014 (41st)      | Anthony and Joe Russo     | Captain America: The Winter Soldier                 |
| 2014 (41st)      | Bryan Singer              | X-Men: Days of Future Past                          |
| 2015 (42nd)      | Ridley Scott              | The Martian                                         |
| 2015 (42nd)      | J. J. Abrams              | Star Wars: The Force Awakens                        |
| 2015 (42nd)      | Guillermo del Toro        | Crimson Peak                                        |
| 2015 (42nd)      | Alex Garland              | Ex Machina                                          |
| 2015 (42nd)      | George Miller             | Mad Max: Fury Road                                  |
| 2015 (42nd)      | Peyton Reed               | Ant-Man                                             |
| 2015 (42nd)      | Colin Trevorrow           | Jurassic World                                      |
| 2016 (43rd)      | Gareth Edwards            | Rogue One: A Star Wars Story                        |
| 2016 (43rd)      | Scott Derrickson          | Doctor Strange                                      |
| 2016 (43rd)      | Jon Favreau               | The Jungle Book                                     |
| 2016 (43rd)      | Anthony and Joe Russo     | Captain America: Civil War                          |
| 2016 (43rd)      | Bryan Singer              | X-Men: Apocalypse                                   |
| 2016 (43rd)      | Steven Spielberg          | The BFG                                             |
| 2016 (43rd)      | Denis Villeneuve          | Arrival                                             |
| 2017 (44th)      | Ryan Coogler              | Black Panther                                       |
| 2017 (44th)      | Guillermo del Toro        | The Shape of Water                                  |
| 2017 (44th)      | Patty Jenkins             | Wonder Woman                                        |
| 2017 (44th)      | Rian Johnson              | Star Wars: The Last Jedi                            |
| 2017 (44th)      | Jordan Peele              | Get Out                                             |
| 2017 (44th)      | Matt Reeves               | War for the Planet of the Apes                      |
| 2017 (44th)      | Denis Villeneuve          | Blade Runner 2049                                   |
| 2018 (45th)      | Jordan Peele              | Us                                                  |
| 2018 (45th)      | Anna Boden and Ryan Fleck | Captain Marvel                                      |
| 2018 (45th)      | Karyn Kusama              | Destroyer                                           |
| 2018 (45th)      | Guy Ritchie               | Aladdin                                             |
| 2018 (45th)      | Anthony and Joe Russo     | Avengers: Endgame                                   |
| 2018 (45th)      | Steven Spielberg          | Ready Player One                                    |
| 2018 (45th)      | James Wan                 | Aquaman                                             |
| 2018 (45th)      | Zhang Yimou               | Shadow                                              |
| 2019/2020 (46th) | J. J. Abrams              | Star Wars: The Rise of Skywalker                    |
| 2019/2020 (46th) | Niki Caro                 | Mulan                                               |
| 2019/2020 (46th) | Mike Flanagan             | Doctor Sleep                                        |
| 2019/2020 (46th) | Christopher Nolan         | Tenet                                               |
| 2019/2020 (46th) | Gina Prince-Bythewood     | The Old Guard                                       |
| 2019/2020 (46th) | Quentin Tarantino         | Once Upon a Time in Hollywood                       |
| 2019/2020 (46th) | Leigh Whannell            | The Invisible Man                                   |

### Anii 2020
| An               | Regizor                     | Film                                  |
| ---------------- | --------------------------- | ------------------------------------- |
| 2021/2022 (50th) | Matt Reeves                 | The Batman                            |
| 2021/2022 (50th) | Guillermo del Toro          | Nightmare Alley                       |
| 2021/2022 (50th) | Joseph Kosinski             | Top Gun: Maverick                     |
| 2021/2022 (50th) | Jordan Peele                | Nope                                  |
| 2021/2022 (50th) | S. S. Rajamouli             | RRR                                   |
| 2021/2022 (50th) | Steven Spielberg            | West Side Story                       |
| 2021/2022 (50th) | Jon Watts                   | Spider-Man: No Way Home               |
| 2022/2023 (51st) | James Cameron               | Avatar: The Way of Water              |
| 2022/2023 (51st) | Greta Gerwig                | Barbie                                |
| 2022/2023 (51st) | James Gunn                  | Guardians of the Galaxy Vol. 3        |
| 2022/2023 (51st) | James Mangold               | Indiana Jones and the Dial of Destiny |
| 2022/2023 (51st) | Mark Mylod                  | The Menu                              |
| 2022/2023 (51st) | Christopher Nolan           | Oppenheimer                           |
| 2022/2023 (51st) | Danny and Michael Philippou | Talk to Me                            |
| 2023/2024 (52nd) | Denis Villeneuve            | Dune: Part Two                        |
| 2023/2024 (52nd) | Fede Álvarez                | Alien: Romulus                        |
| 2023/2024 (52nd) | Wes Ball                    | Kingdom of the Planet of the Apes     |
| 2023/2024 (52nd) | Tim Burton                  | Beetlejuice Beetlejuice               |
| 2023/2024 (52nd) | Shawn Levy                  | Deadpool & Wolverine                  |
| 2023/2024 (52nd) | JT Mollner                  | Strange Darling                       |
| 2023/2024 (52nd) | Takashi Yamazaki            | Godzilla: Minus One                   |